# Barauli
Barauli é um cidade no distrito de Gopalganj, no estado indiano de Bihar.

## Geografia
Barauli está localizada a 26° 24′ N, 84° 35′ L. Tem uma altitude média de 65 metros (213 pés).

## Demografia
Segundo o censo de 2001, Barauli tinha uma população de 34.643 habitantes. Os indivíduos do sexo masculino constituem 49% da população e os do sexo feminino 51%. Barauli tem uma taxa de literacia de 41%, inferior à média nacional de 59,5%; com 64% para o sexo masculino e 36% para o sexo feminino. 20% da população está abaixo dos 6 anos de idade.